# Herbrandwagen (Straßenbahn Karlsruhe)
Die zweiachsigen Herbrandwagen, früher auch Akkumulatorwagen genannt, bildeten zusammen mit den Lindnerwagen die Erstausstattung der elektrischen Straßenbahn in Karlsruhe. Die Wagen verfügten neben einem Stromabnehmer zur Energieversorgung aus einer Oberleitung über Akkumulatoren, die das Befahren nicht-elektrifizierter Streckenabschnitte erlaubten. Wegen ihrer geringen Motorleistung wurden die Fahrzeuge ab den 1930er Jahren ausgemustert.

## Aufbau
Die Straßenbahnwagen waren als zweiachsige Zweirichtungstriebwagen mit starrem Fahrgestell in Normalspur ausgeführt. Die Wagenkästen aus Holz mit einer Blechverkleidung verfügten anfänglich über offene Plattformen, die zwischen 1907 und 1910 verglast wurden. Im Zuge der Verkleidung der Plattformen erhöhte sich auch die Länge der Fahrzeuge von 8400 mm auf 9190 mm. Der Fahrgastraum besaß auf jeder Seite zwei breite und ein schmales Fenster. Das Dach war als Laternendach ausgeführt. Zum Mitführen von Beiwagen waren die Fahrzeuge mit Trompetenkupplungen ausgerüstet. Der Fahrgastraum war mit Längsbänken ausgestattet, die 20 Personen Platz boten. Fahrtziel und Liniennummer wurden durch Ansteckschilder an der Plattform, später durch Dachschilder und Linienlaternen angezeigt. Die Wagen waren zunächst grün-grau angestrichen, ab circa 1905 weiß-gelb.
Die elektrische Ausrüstung wurde von der Allgemeinen Elektricitäts-Gesellschaft geliefert und bestand aus zwei Tatzlagermotoren mit je 18 kW Leistung, Schleifringfahrschaltern und einem Rollenstromabnehmer zur Stromübertragung von der Oberleitung. Da eine Oberleitung in der Innenstadt vom Großherzog nicht erwünscht war und die Technische Hochschule gegen eine Oberleitung neben ihren Gebäuden Bedenken äußerte, wurden die Triebwagen mit unter den Sitzbänken eingebauten Akkumulatoren ausgestattet. Somit war das Befahren fahrdrahtloser Abschnitte in der Karlsruher Innenstadt möglich. Nach Elektrifizierung dieser Streckenabschnitte im Jahr 1903 entfiel der Betrieb mit Akkumulatoren und somit wurden diese ausgebaut. Zwischen 1908 und 1910 wichen die schwachen AEG-Motoren neuen SSW-Motoren mit 26 kW Leistung. 1913 wurden die Rollenstromabnehmer durch Lyrastromabnehmer und 1936/37 durch Scherenstromabnehmer ersetzt.

## Geschichte

### Beschaffung
Nachdem die AEG die Karlsruher Pferdebahn übernommen hatte, strebte sie eine zügige Elektrifizierung des Betriebs an. Da sich jedoch die Technische Hochschule sowie der großherzogliche Hof gegen Oberleitungen in der Innenstadt ausgesprochen hatten, beschloss die AEG die Einführung des Akkumulatorbetriebs in der Innenstadt und die Einrichtung von Oberleitungen in den Außenbezirken. Für den Straßenbahnverkehr beschaffte sie 27 Akkumulatorwagen 1-27 und zehn Beiwagen bei der Waggonfabrik Herbrand.

### Umbauten
- 1903–1904 Ausbau der Akkumulatoren.
- 1907–1910 Umbau zu geschlossenen Plattformen.
- 1907–1910 Einbau der neuen Elektroausrüstung.
- 1913 Umbau auf Lyrabügel.
- 1933–1936 Umbau auf Scherenstromabnehmer.

### Einsatzgeschichte
Bis zur Aufgabe des Akkumulatorbetriebs verkehrten die Akkumulatorwagen hauptsächlich auf den innerstädtischen Strecken zwischen Durlacher Tor, Mühlburger Tor, Moltkestraße und Bahnhof, später auch auf den Außenstrecken vom Durlacher Tor nach Durlach sowie vom Mühlbuger Tor nach Mühlburg, zum Rheinhafen und zum Kühlen Krug.

### Ausmusterung und Verbleib
Während die Wagen zunächst mit den Lindnerwagen und den Nürnbergerwagen die Hauptlast des Verkehrs bewältigten, wurden sie ab 1913 durch die neuen, stärkeren Residenzwagen in untergeordnete Dienste verdrängt. Die schwache Motorisierung der Triebwagen schränkte den Einsatz mit Beiwagen stets ein, so dass sie überwiegend auf schwächer frequentierten Linien eingesetzt wurden.
Nachdem genügend Residenz- und Spiegelwagen geliefert worden waren, erfolgte die Ausmusterung der ersten Fahrzeuge ab 1932. Bis 1969 wurden sie komplett aus dem Verkehr gezogen. Einige Wagen dienten noch einige Jahre als Arbeitswagen.
Als einziges Fahrzeug überstand Triebwagen 14 die Ausmusterungswelle der 1950er und 1960er Jahre. Er diente in dieser Zeit als Reklamewagen. 1977 wurde er zum historischen Triebwagen umgebaut und präsentiert in seinem heutigen Zustand die Episode nach 1913. Er ist fahrfähig, wird jedoch nur selten eingesetzt.

## Galerie

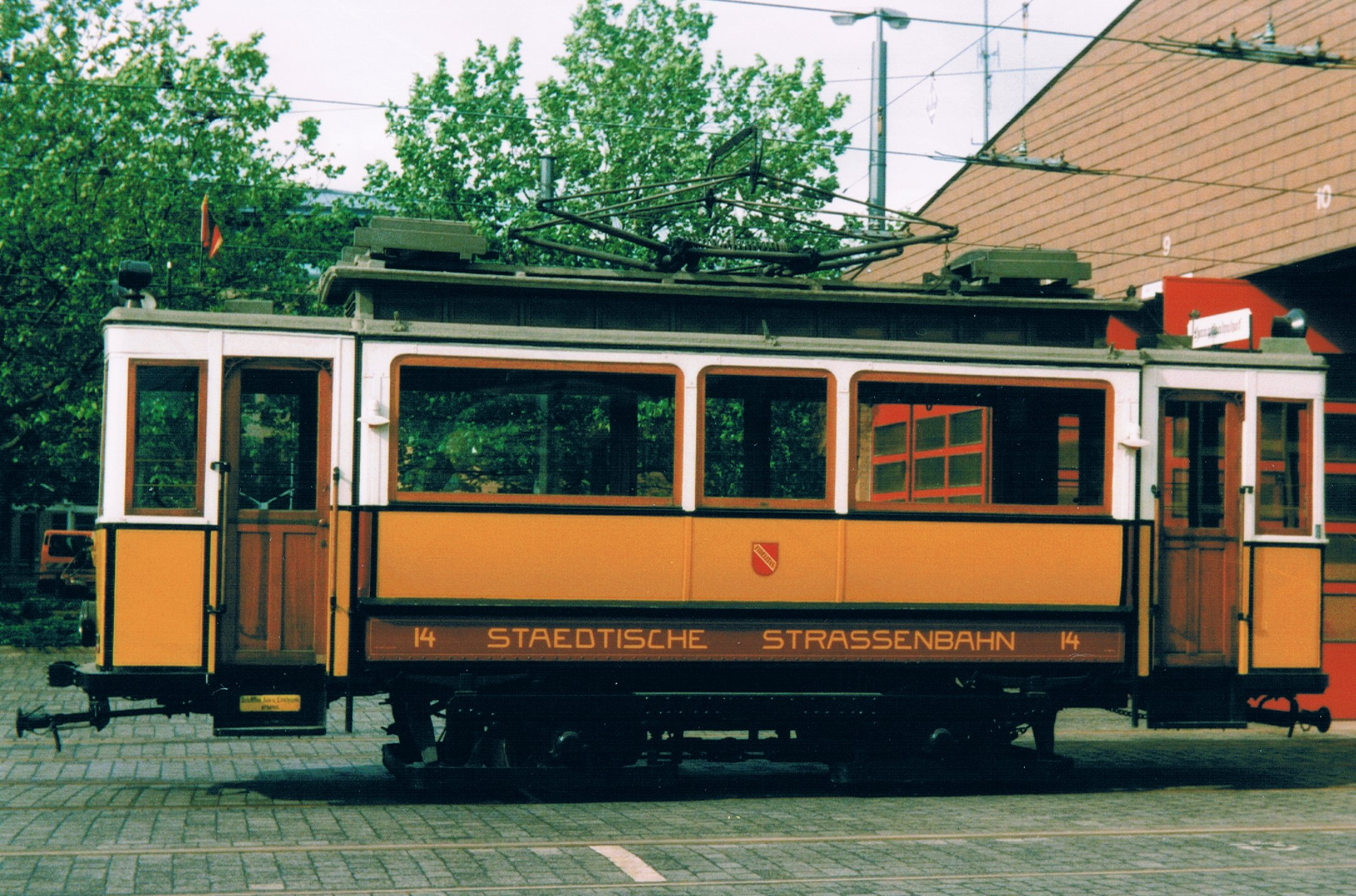
Seitenansicht von Triebwagen 14 mit Scherenstromabnehmer, 1999
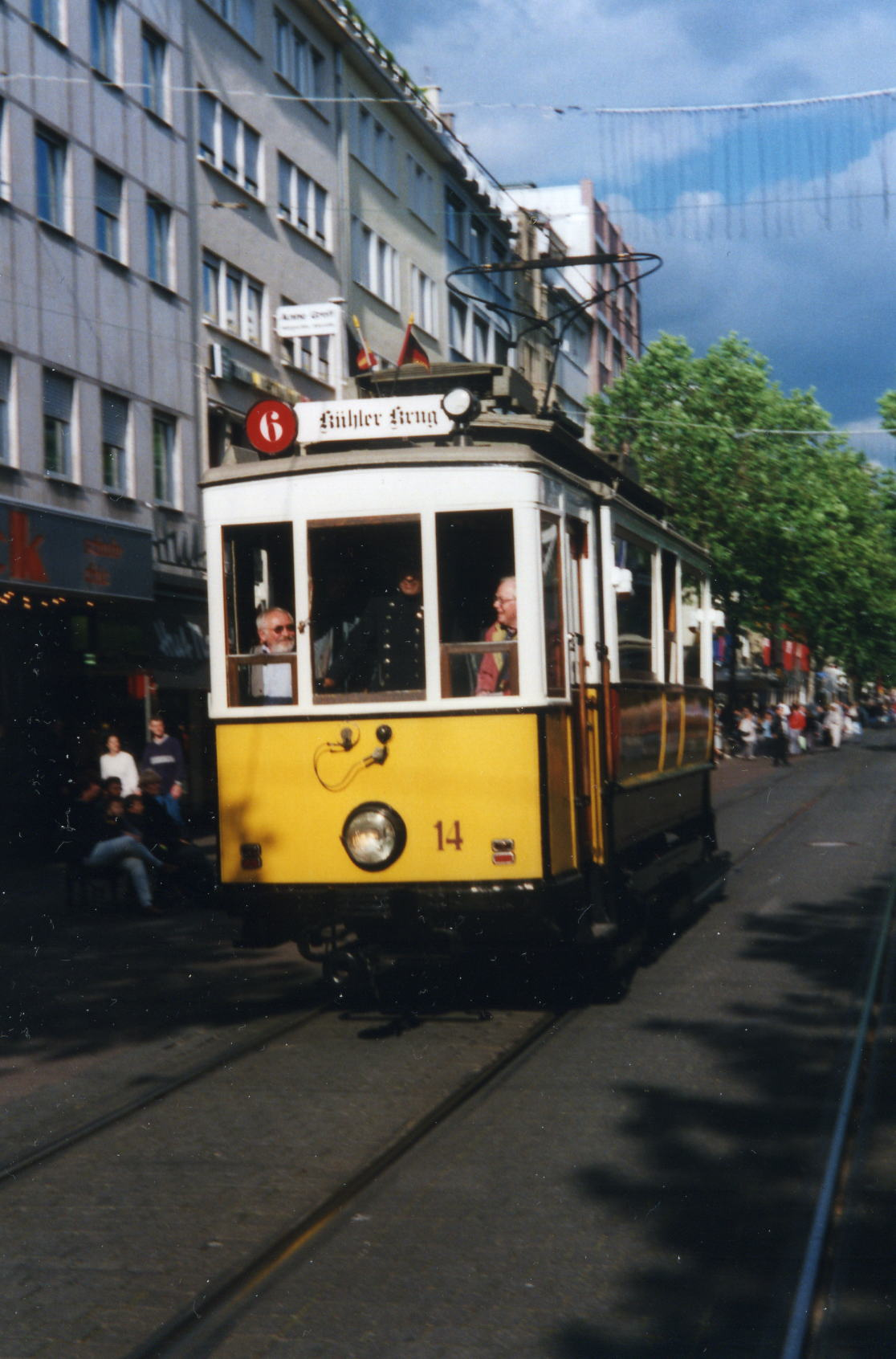
Museums-Triebwagen mit Lyrastromabnehmer in der Karlsruher Kaiserstraße, 2000
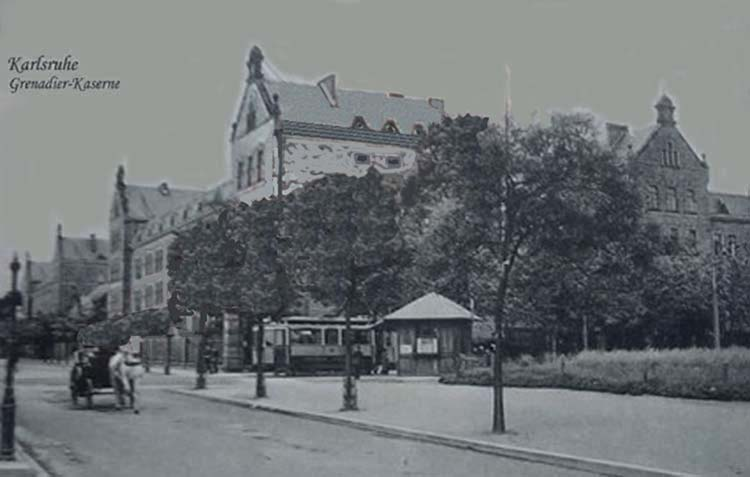
Einer der Triebwagen vor der Grenadierkaserne in der Moltkestraße, nach 1907
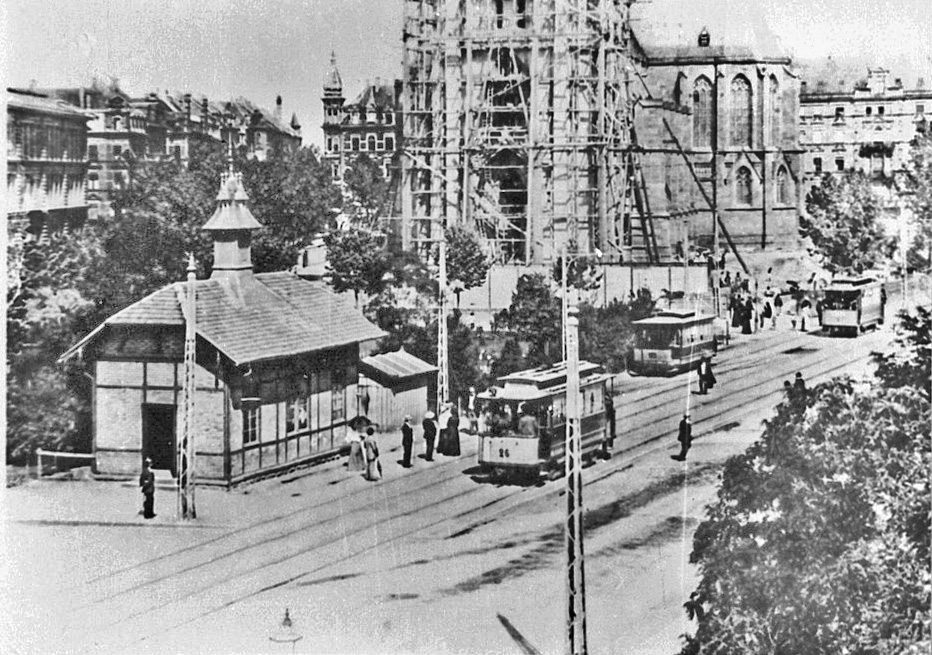
Zwei Herbrand-Triebwagen sowie ein abgestellter Beiwagen am Durlacher Tor im Jahr 1900/1901